# 実用フランス語技能検定試験
実用フランス語技能検定試験（じつようフランスごぎのうけんていしけん、仏: Diplôme d’Aptitude Pratique au Français en japonais）は、公益財団法人フランス語教育振興協会が実施する、日本におけるフランス語の語学検定である。2006年度まで文部科学省認定試験であった。現在、日本で公認されている唯一のフランス語能力を証明する試験である。略称は、フランス語検定、仏検（ふつけん）、DAPFなど。

## 受験級
受験級は7段階に分けられる。
- 1級 - 学習600時間以上
- 準1級 - 学習500時間以上、4年制大学のフランス語専門課程卒業程度
- 2級 - 学習400時間以上、4年制大学のフランス語専門課程4年生程度
- 準2級 - 学習300時間以上、大学3年修了程度
- 3級 - 学習200時間以上、大学2年修了程度
- 4級 - 学習100時間以上、大学1年修了程度
- 5級 - 学習50時間以上、大学1年前期修了程度

## 試験方法
3～5級は一次試験のみが実施される。1～準2級は一次試験と二次試験が実施され、一次試験合格者が二次試験を受験できる。一次試験の合格点は総点の60～70%の範囲とされているが、1～準2級は事実上予め定められた合格率を維持するために足切り水準を決めるため、毎回合格点が変動する。3級以下の級では事実上60点（100点満点）に固定されている。
二次試験のある級では、2005年度までは一次試験と二次試験の合計で最終合否が決定されていたが、2006年度からは二次試験の結果のみで最終合否が決定される。一次試験免除は次季受験1回に限り認められているが、2005年度までは、二次試験不合格者のうち、一次試験の成績が良かった受験者に対してのみ認められていた。2006年度からは、一次試験合格者で、二次試験不合格者および二次試験欠席者全員に認められている。

## 試験内容
各級共、一次試験は筆記試験で聞き取り（リスニング）も含まれる。準2級以上の級は書き取り（ディクテ）が加わり、更に準1級、1級には和文仏訳が加わる。
二次試験は、1級、準1級は試験3分前に与えられたテーマについてのスピーチと質疑応答、2級は日常会話、準2級は渡された問題カードについて質問に答える形式となっている。

## 日程
春季、秋季の年2回実施される。準1級は春季のみ、1級は秋季のみの実施となっていたが、2007年度からは1級が春季、準1級が秋季に実施されている。例年、春季の日程は一次試験が6月中旬、二次試験が7月中旬。秋季の日程は一次試験が11月中旬、二次試験が1月下旬となっている。

## 試験会場
試験は、一次試験39会場、二次試験18会場（2006年秋季）で行われる。準2級が新設された2006年度からは二次試験会場が大幅に増加した。フランス・パリ会場は2002年度に一旦廃止されたが、2006年度から再開された。同会場での受験は日本との時差の関係で、朝8時半開始に固定されており遅刻は一切認められていない。